# Höschenkolibris
Die Einteilung der Lebewesen in Systematiken ist kontinuierlicher Gegenstand der Forschung. So existieren neben- und nacheinander verschiedene systematische Klassifikationen. 
Das hier behandelte Taxon ist durch neue Forschungen obsolet geworden oder ist aus anderen Gründen nicht Teil der in der deutschsprachigen Wikipedia dargestellten Systematik.

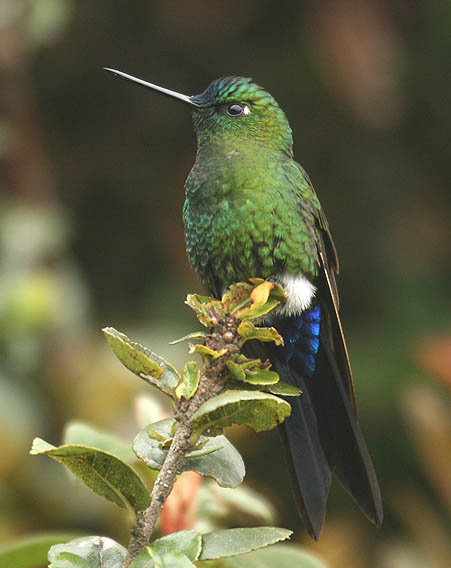
Langschwanz-Höschenkolibri

Die Höschenkolibris, auch als Wollhöschen oder Schneehöschen bezeichnet, sind kleine Kolibris der Gattungen Eriocnemis und Haplophaedia, die in den Andenregionen von Bolivien, Kolumbien, Ecuador, Peru, Venezuela sowie in Argentinien beheimatet sind. Ihr Lebensraum sind tropische und subtropische Berg- und Nebelwälder sowie Grasländer in Höhen von 1500 bis 4500 m über dem Meeresspiegel. Die Männchen der Gattung Eriocnemis haben ein bunt schillerndes Gefieder. Ihr auffälligstes Merkmal sind dichte, weiße dunige Federbüschel an den Beinen, die den Eindruck von Wollhöschen erwecken. Bei einer Art – dem Schwarzhöschen – sind die Federhöschen allerdings schwarz. Weitere gemeinsame Merkmale aller Eriocnemis-Arten sind die goldgrünen Rückenfedern und der gegabelte Schwanz. 
1918 schuf Eugène Simon die Gattung Haplophaedia und klassifizierte den Kupferglanz-Höschenkolibri in die neue Gattung. Bei Haplophaedia sind die Federhöschen unscheinbarer und das Gefieder ist stumpfer gefärbt als bei Eriocnemis.

## Status
Der Schwarzbauch-Höschenkolibri, das Isabella-Schneehöschen und der Blaubauch-Höschenkolibri sind vom Aussterben bedroht. Der Türkiskehl-Höschenkolibri ist vermutlich ausgestorben. Das Schwarzhöschen und das Kupferbauch-Höschenkolibri stehen aufgrund von Lebensraumverlust kurz vor der Bedrohung. Die übrigen Arten sind nicht gefährdet.

## Gattungen

### EriocnemisReichenbach, 1849
Elf Arten gehören in diese Gattung, von denen der Schmuckkehl-Höschenkolibri erst 2005 entdeckt wurde.
- Weißbrust-Höschenkolibri (Eriocnemis aline)
- Kupferbauch-Höschenkolibri (Eriocnemis cupreoventris)
- Schwarzfeder-Höschenkolibri (Eriocnemis derbyi)
- Blaustirn-Höschenkolibri (Eriocnemis glaucopoides)
- Türkiskehl-Höschenkolibri (Eriocnemis godini)
- Schmuckkehl-Höschenkolibri (Eriocnemis isabellae)
- Langschwanz-Höschenkolibri (Eriocnemis luciani)
- Blaubauch-Höschenkolibri (Eriocnemis mirabilis)
- Goldbrust-Höschenkolibri (Eriocnemis mosquera)
- Schwarzbauch-Höschenkolibri (Eriocnemis nigrivestis)
- Violettkehl-Höschenkolibri (Eriocnemis vestitus)

Früher wurden auch die kontroversen Arten Eriocnecmis söderströmi und Eriocnemis isaacsoni in diese Gattung klassifiziert. Beide Arten sind nur von einem einzigen Exemplar bekannt. Bei E. söderströmi könnte es sich entweder um das Weibchen von E. godini oder um eine Hybride aus E. luciani und E. nigrivestris handeln. Heute werden diese beiden Arten offenbar als ungültig angesehen und tauchen nicht mehr in den offiziellen taxonomischen Listen auf. Der Kupfernacken-Höschenkolibri, allgemein als Unterart Eriocnemis luciani sapphiropygia des Langschwanz-Höschenkolibris betrachtet, wird von manchen Autoren als eigenständige Art angesehen.

### HaplophaediaSimon, 1918
Hierzu zählen die folgenden drei Arten:
- Schuppenbauch-Höschenkolibri (Haplophaedia lugens)
- Fahlschenkel-Höschenkolibri (Haplophaedia assimilis)
- Kupferglanz-Höschenkolibri (Haplophaedia aureliae)